# Symboles nationaux de l'Azerbaïdjan
Les symboles nationaux de l'Azerbaïdjan sont le drapeau azerbaïdjanais, l'armoirie, l'hymne national, etc.

## Symboles officiels

### Drapeau

Le drapeau de l'Azerbaïdjan a été adopté pour la première fois le 9 novembre 1918. Le drapeau se compose de trois pales horizontales de taille égale (couleurs bleu, rouge et vert). Il y a un croissant blanc et une étoile à huit branches au centre du drapeau. Le pâle bleu symbolise l'héritage turc, le pâle rouge symbolise le progrès vers l'établissement d'un État moderne et le développement de la démocratie et le pâle vert symbolise la relation de la nation avec la civilisation islamique. Le croissant symbolise l'Islam et l'étoile à huit branches symbolise huit branches de la nation turque.
Selon l'ordre du président azerbaïdjanais Ilham Aliyev, le jour du 9 novembre a été proclamé "Jour du drapeau national".
Les proportions du drapeau sont de 1:2.

### Armoirie

L'armoirie de l'Azerbaïdjan est un symbole de l'indépendance de l'État azerbaïdjanais.  Le point central de l'emblème représente une flamme, symbole antique remontant à l'époque Albanie du Caucase. Cette flamme représente le nom d'Allah (en arabe : اللّه). Les couleurs utilisées dans l'emblème sont les couleurs du drapeau national de l'Azerbaïdjan. Une étoile à huit branches symbolise huit branches de la nation turque. Au bas de l'emblème se trouve une tige de blé et une branche de chêne. La tige de blé symbolise la richesse et la fertilité. La branche de chêne symbolise l'antiquité du pays. Un bouclier dans l'emblème signifie la défense. 
L'emblème national a été adopté par la loi n° 460 du 19 janvier 1993.

### Hymne national
L'hymne national de l'Azerbaïdjan est considéré comme l'un des symboles nationaux de l'Azerbaïdjan. Le poète Ahmed Javad a écrit les paroles en 1919 et la musique est du compositeur azerbaïdjanais Uzeyir Hadjibeyov. 